# Panzerwerfer

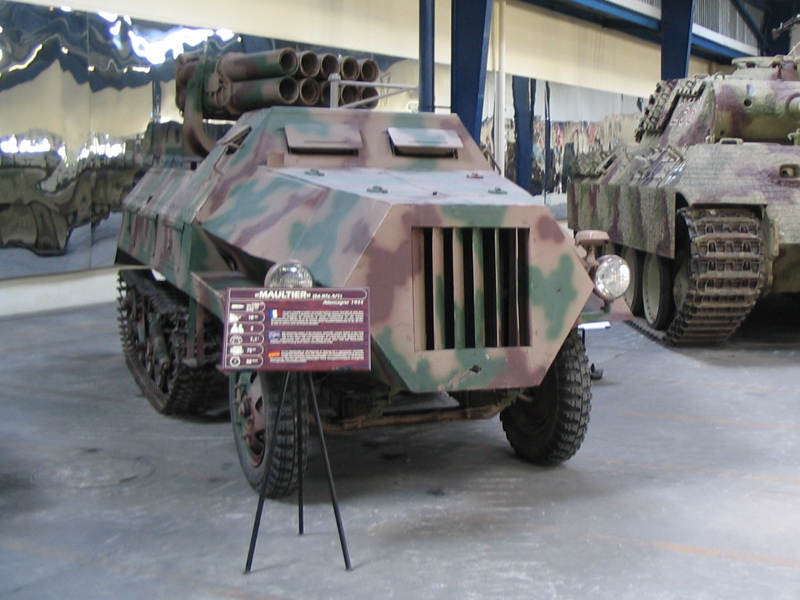
Panzerwerfer auf Sd.Kfz. 4.

Il Panzerwerfer era un sistema lanciarazzi multiplo tedesco su scafo semicingolato, utilizzato dalla Wehrmacht durante la seconda guerra mondiale. Questo sistema d'arma fu realizzato in quattro versioni, che differivano unicamente per lo scafo semovente blindato utilizzato.

## Versioni
- 15 cm Panzerwerfer 42 auf Selbstfahrlafette Sd.Kfz.4/1 su Sd.Kfz. 4 (derivato dal Maultier).
- 15 cm Panzerwerfer 42 auf Schwerer Wehrmachtsschlepper basato sul trattore d'artiglieria schwerer Wehrmachtsschlepper.
- 15 cm Panzerwerfer 42 auf m.gep Zgkw. Somua S307(f) su scafo corazzato derivato dal trattore d'artiglieria francese di preda bellica Somua MCG.
- 15 cm Panzerwerfer 42 auf m.gep Zgkw. Somua S303(f) su scafo corazzato derivato dal trattore d'artiglieria francese di preda bellica Somua MCL.

## Sviluppo
I mezzi della famiglia Maultier vennero usati sia come mezzi logistici, ma anche come vettori d'arma e veicoli da combattimento blindati, perché i tedeschi, non paghi di avere realizzato un mezzo efficace, vollero svilupparne un modello ancora più interessante.
Infatti serviva un sistema per utilizzare al meglio le batterie di lanciarazzi Nebelwerfer, nati come potente arma nebbiogena e via via impiegati, sempre di più, dall'artiglieria pesante. I razzi però avevano bisogno di lanciatori specifici, per seguire le unità di prima linea in azioni di movimento, e cambiare posizione subito dopo il lancio (uno dei difetti del Nebelwerfer era la lunga scia di fumo che lasciava al momento del lancio, rendendo chiaramente visibile la posizione della batteria). 
Vennero così usati semicingolati blindati già in servizio nelle forze armate tedesche, quali il Sd.Kfz. 4 ed il schwerer Wehrmachtschlepper. Dotati di cabina e motore corazzati, con un lanciarazzi da 150 mm a 10 tubi di lancio, brandeggiabile di 270° ed elevabile di 80°, e sparava i suoi razzi in un'unica salva. Una mitragliatrice leggera era anche disponibile. Fu usato fino alla fine della guerra come Maultier Panzerwerfer, soprattutto sul fronte orientale. Dal 1943 i Maultier si dimostrarono dei veicoli molto adatti per loro utilità come mezzi logistici e da trasporto. Una versione del lanciarazzi Maultier era invece priva dei tubi Nebelwerfer, ma con razzi di riserva per le batterie, che altrimenti non avrebbero potuto operare a lungo senza mezzi di rifornimento.